# Dondon (Haiti)
Dondon, in creolo haitiano Dondon, è un comune di Haiti facente parte dell'arrondissement di Saint-Raphaël nel dipartimento del Nord.